# يزيد بن حميد
يزيد بن حميد الضبعي أبو التياح البصري تابعي بصري، وأحد رواة الحديث النبوي. روى له الجماعة.

## سيرته
يزيد بن حميد الضبعي، مشهور بكنيته أبي التناح، كان من العُباد في البصرة، قال أبو إياس: «ما بالبصرة أحد أحب إلي أن ألقى الله -تعالى- بمثل عمله من أبي التياح.»، مات بسرخس، مات سنة ثمان وعشرين ومائة، وقيل: بل توفي سنة ثلاثين ومائة.

## روايته للحديث النبوي
- روى عن: أنس بن مالك، وثمامة بن عبد الله بن أنس بن مالك، وأبي الوداك جبر بْن نوف، والحسن البصري، وحفص الليثي، وحمران بن أبان، وحميد بن عبد الرحمن الحميري، وزهدم الجرمي، وشهر بن حوشب، وصخر بْن بدر، وعبد الله بن الحارث بن نوفل، وعبد الله بن عبيد الله بن أبي مليكة، وعَبد اللَّه بْن أَبي الهذيل، وعَبْد الرَّحْمَنِ بْن خنبش التميمي، وأبي المنهال عَبْد الرحمن بْن مطعم المكي، وعمران بن حصين، وعِمْران بْن عصام والد أَبِي جمرة الضبعي، وغالب بْن عَبد اللَّهِ بْن سعد، ومطرف بن عبد الله بن الشخير، والمغيرة بْن سبيع، والمغيرة بْن سعد بْن الأخرم، ومورق العجلي، وموسى بن سلمة بْن الْمُحَبِّق الهذلي، وأبي جمرة نصر بْن عِمْران الضبعي، وأبي مجلز لاحق بن حميد، وأبي زرعة بْن عَمْرو بْن جرير، وأبي السوار العدوي، وأبي عثمان النهدي.
- روى عنه: إسماعيل بن علية، وبسطام بْن مسلم، والحسن بْن دينار، وحماد بن زيد، وحماد بن سلمة، وحماد بن نجيح، وسعيد بن أبي عروبة، وشعبة بن الحجاج، وعَبد الله بن شوذب، وعبد الحميد بْن الحسن الهلالي، وعبد الوارث بْن سَعِيد، والمثنى بن سَعِيد الضبعي، وهمام بن يحيى، وأبو هلال الراسبي.[2]
- الجرح والتعديل: وثّقه أحمد بن حنبل ويحيى بن معين وأبو زرعة الرازي والنسائي ومحمد بن سعد البغدادي والعجلي والذهبي وابن حجر العسقلاني والحاكم النيسابوري، وقال علي بن المديني: «معروف»، وقال أبو حاتم الرازي: «صالح»، ذكره ابن حبان في كتاب الثقات، روى له الجماعة.[2]